# Marta Capurso
Marta Capurso (* 18. August 1980 in Turin) ist eine ehemalige italienische Shorttrackerin. Sie startete in ihrer Heimatstadt für den Verein Velocisti Ghiaccio Helios, ab dem Jahr 2005 gehörte sie zudem zur Gruppi Sportivi Fiamme Gialle, einer Sportfördergruppe der Guardia di Finanza. Sie wurde bereits im Alter von 14 Jahren ins Nationalteam aufgenommen. Capurso nahm 2002 und 2006 an den Olympischen Spielen teil und gewann eine Bronzemedaille. Im Jahr 2006 wurde sie für ihre Verdienste im Sport mit dem Verdienstorden der Italienischen Republik ausgezeichnet.
Ihr Debüt bei internationalen Titelkämpfen bestritt Capurso bei der Juniorenweltmeisterschaft 1996 in Courmayeur, ihr bestes Resultat war ein fünfter Platz im Finale über 1500 m. In den folgenden Jahren war sie bei Juniorenweltmeisterschaften weiter erfolgreich. 1997 in Marquette wurde sie im Mehrkampf Fünfte und verpasste als Vierte über 500 m eine Medaille nur knapp, 1998 konnte sie in St. Louis schließlich in allen Einzelrennen das Finale erreichen und mit Bronze über 1000 m ihre erste internationale Medaille gewinnen, 1999 in Montreal errang sie im Mehrkampf Bronze und gewann das Rennen über 500 m. Im Erwachsenenbereich errang Capurso bei der Europameisterschaft 1999 in Oberstdorf und der Weltmeisterschaft 1999 in Sofia erste Erfolge. Bei der EM gewann sie Gold in der Staffel, bei der WM erreichte sie über 1500 m als bestes Einzelresultat das Halbfinale, mit der Staffel gewann sie die Silbermedaille.
Ihre nächsten Erfolge landete Capurso bei der Europameisterschaft 2001 in Den Haag. Sie wurde im Mehrkampf Vierte, über 1000 m Zweite und über 1500 m Dritte. Im Anschluss feierte sie ihre bis dahin besten Weltcup-Ergebnisse. In Graz wurde sie über 500 m Dritte und erreichte erstmals ein Podestplatz, über 1000 m und 3000 m wurde sie im Finale zudem jeweils Vierte. In der Saison 2001/02 nahm Capurso erstmals an allen Weltcuprennen teil. Ihre besten Resultate waren zwei Finalteilnahmen. Über 500 m wurde sie in der Disziplingesamtwertung Siebte. Bei der Europameisterschaft in Grenoble wurde sie über 500 m Dritte und erreichte zwei weitere Finals in Einzelrennen. Im Mehrkampf wurde sie Fünfte, mit der Staffel konnte sie erneut die Goldmedaille gewinnen. Capurso qualifizierte sich für die Olympischen Spiele in Salt Lake City. Sie startete über 500 m und erreichte das Viertelfinale, mit der Staffel belegte sie Rang fünf.
In der Saison 2002/03 nahm Capurso an vier Weltcups teil. Sie erreichte sechs Halbfinals und über 500 m zudem einmal das Finale, mit der Staffel errang sie einen Podestplatz. In allen Weltcupwertungen platzierte sie sich unter den besten zwölf Läuferinnen. Bei der Europameisterschaft in Sankt Petersburg wurde Capurso Fünfte im Mehrkampf, über 1000 m wurde sie Zweite und mit der Staffel konnte sie den Titel aus dem Vorjahr verteidigen. Bei der Weltmeisterschaft in Warschau wurde sie mit der Staffel Vierte, bei der Teamweltmeisterschaft in Sofia belegte Capurso mit ihren Teamkolleginnen Rang drei. Die Weltcupsaison 2003/04 wurde Capursos bislang erfolgreichste. Mit der Staffel konnte sie viermal einen Podestplatz einnehmen, in Einzelrennen wurde sie über 500 m und 1000 m jeweils einmal Dritte und über 1500 m einmal Zweite. Über 500 m wurde sie in der Disziplinwertung Fünfte. Capurso konnte bei der Europameisterschaft in Zoetermeer mit Bronze erstmals auch eine Medaille im Mehrkampf gewinnen, über 1500 m wurde sie außerdem Dritte, über 3000 m Zweite und mit der Staffel gewann sie diesmal Silber. In Göteborg bestritt Capurso ihre erfolgreichste Weltmeisterschaft. Sie wurde im Mehrkampf Fünfte, gewann über 500 m Silber und über 3000 m Bronze und erreichte über 1500 m und mit der Staffel zudem das Finale. Bei der Teamweltmeisterschaft in Sankt Petersburg wiederholte sie schließlich den Gewinn der Bronzemedaille aus dem Vorjahr. Die Saison 2004/05 lief für Capurso im Weltcup weiter erfolgreich. Sie erreichte über 500 m zweimal Rang drei und wurde Vierte in der Disziplinwertung. Eine weitere Podestplatzierung errang sie über 3000 m. Bei der Heimeuropameisterschaft in Turin wiederholte sie den Gewinn der Bronzemedaille im Mehrkampf, über 500 m und 1500 m wurde sie jeweils Zweite. In der olympischen Saison 2005/06 war Capurso vor allem in den Mannschaftswettbewerben erfolgreich. Mit der Staffel errang sie im Weltcup zweimal Rang drei. Bei der Europameisterschaft in Krynica-Zdrój gewann sie abermals Gold in der Staffel. Über 1000 m wurde sie außerdem Zweite und über 1500 m Dritte. Sie bestritt in ihrer Heimatstadt Turin ihre zweiten Olympischen Spiele und nahm an allen drei Einzelrennen teil. Über 500 m wurde sie als Siegerin des B-Finals Fünfte, über 1500 m zog sie ins Halbfinale ein und über 1000 m wurde sie frühzeitig disqualifiziert. Ihr bestes Resultat erreichte sie jedoch in der Staffel, überraschend gewann das Quartett die Bronzemedaille. Auch bei der anschließenden Weltmeisterschaft in Minneapolis konnte sie mit der Staffel die Bronzemedaille erringen.
Die Saison 2006/07 lief für Capurso zunächst weniger erfolgreich. Sie konnte nur beim vorletzten Weltcup in Heerenveen überzeugen, wo allerdings die meisten großen Shorttrack-Nationen nicht am Start waren. Über 1000 m gewann sie ihr erstes Weltcuprennen und war anschließend auch in der Staffel siegreich. Bei der Europameisterschaft in Sheffield gewann sie ihre achte und letzte EM-Medaille, sie errang mit der Staffel die Silbermedaille. In ihrer letzten Saison 2007/08 konnte Capurso über 1500 m nochmal ein Finale in einem Weltcup-Einzelrennen erreichen. Mit der Staffel wurde sie insgesamt dreimal Zweite. Bei der Weltmeisterschaft in Gangneung verpasste sie mit der Staffel als Vierte eine weitere Medaille knapp. Ihre letzten Titelkämpfe bestritt sie bei der Teamweltmeisterschaft in Harbin, wo das italienische Team Rang fünf belegte. Nach der Saison beendete Capurso ihre aktive Karriere.

## Persönliche Bestzeiten
- 500 m 45,103 s (aufgestellt am 24. Februar 2007 in Bormio)
- 1000 m 1:33,015 min (aufgestellt am 17. Januar 1999 in Montreal)
- 1500 m 2:18,000 min (aufgestellt am 16. Januar 2004 in Zoetermeer)
- 3000 m 5:25,490 min (aufgestellt am 22. Januar 2005 in Innsbruck)